# A macska – Le a kalappal!
A macska – Le a kalappal! (eredeti cím: The Cat in the Hat) 2003-as amerikai élőszereplős fantasy-filmvígjáték, mely Dr. Seuss világhírű meséje alapján készült. A mű legelőször 1957-ben jelent meg, melynek történetében egy testvérpár varázslatos kalandokat él át egy két méteres, beszélő, kalapos Macskával. A filmadaptációban a testvérpárt Dakota Fanning és Spencer Breslin alakítja, a címszereplőt pedig Mike Myers kelti életre. A film a második élőszereplős feldolgozás Dr. Seuss művei közül, A Grincs után.
A film címszereplőjét eredetileg Tim Allen alakította volna, azonban ő a Télapu 2. – Veszélyben a karácsony című filmmel kapcsolatos elfoglaltságai miatt nem vállalta a főszerepet, így a Macska szerepét Myers kapta meg. A filmet Kaliforniában forgatták, három hónap leforgása alatt, és az eredeti műhöz képest a cselekmény újabb szálakkal, illetve szereplőkkel bővült.
A 2003. november 21-én (hazánkban 2004 áprilisában) bemutatott filmet a kritikusok különösen negatívan fogadták, bírálva a kétértelmű poénokat és utalásokat, a film a jegypénztáraknál is megbukott. A rajongók és a kritikusok visszajelzései miatt Audrey Geisel, Seuss özvegye (aki férje halála óta rendelkezik Seuss műveinek jogaival) úgy döntött, nem engedélyez több élőszereplős feldolgozást Seuss művei nyomán, ezért a tervezett folytatás, a The Cat in the Hat Comes Back sem készülhetett el. Így történt, hogy a további feldolgozásokat, köztük a 2008-as Hortont is, már számítógépes animációval alkották meg.

## Cselekmény
|  | Alább a cselekmény részletei következnek! |

Egy Anville nevű kisvárosban él két testvér, Konrád és Sally, egyedülálló édesanyjukkal, Joan Walldennel, aki ingatlanügynökként dolgozik. A testvérpár mindenben különbözik egymástól: Sally összeszedett és komoly, aki nagyon jól nevelt, és szereti listába szedni a teendőit. Konrád viszont kizárólag a szórakozásnak él, nem törődve azzal, milyen pusztításokat okoz maga körül. Joan barátja a szomszéd Lawrence, aki úgy gondolja, jót tenne Konrádnak, ha egy magán katonaiskolába járna, ahol végre komoly fegyelmi nevelésben részesülhetne. Konrád előtt azonban felfedi, hogyha feleségül veszi Joan-t, akkor el akarja távolítani a gyerekeket a házból.
Egyik nap Joannek egy fényűző partit kell rendeznie leendő ügyfelei számára, miközben késő délutánig dolgoznia kell. A gyereket a rendkívül álmatag Mrs. Kwannre bízza, miközben meghagyja, hogy a lakásnak patyolat tisztának kell maradnia, mire hazaér, és azt is, hogy semmiképp sem mehetnek be az előkészített nappaliba.
A gyerekek szörnyen unatkoznak odahaza, amikor a házukban felbukkan egy túlméretezett, emberszerű, beszélő macska, csíkos kalapban. A Macska (eredeti nevén Cat in the Hat) megállapítja, hogy a házban szükség van a segítségére, hogy a gyerekek megtanuljanak felhőtlenül szórakozni. Egy hivatalos szerződés keretében korlátlan mókázást ajánl nekik, minden felelősséget vállalva. A Macska közreműködésével a ház rövidesen a feje tetejére áll: a díványokat ugráló trambulinná alakítja, féllábon zsonglőrködik a tárgyakkal, szörfözik a lépcsőn, és süteményeket készít, melyek felrobbannak. Rövidesen nagy lesz a rendetlenség, így a Macska, hogy helyrehozza a károkat, segítségül hív egy varázsládán keresztül (amely valójában egy átjáró) az ő világából két dolgot, akiknek a neve Egy Dolog és Két Dolog (Thing One and Thing Two). Mint később kiderül, a Dolgok mindig az ellenkezőjét csinálják annak, amit kérnek tőlük, így a házban hamarosan még nagyobb káosz uralkodik el. Konrád a Macska tiltása ellenére kinyitja a ládát, amelynek rák formájú lakatja véletlenül a család kutyájának a nyakörvére kerül, amely a nagy felfordulás közepette megszökik a házból. A Macska elmondja, hogyha a láda nyitva marad, akkor felszínre tör belőle a Minden Kupik Királya (Mother of All Messys, egy személytelen lény, melyre egyértelműen utal a neve), így – a ládán nehezéknek hátrahagyva az alvó Mrs. Kwan-t – elindulnak, hogy visszahozzák a kutyát.
Már majdnem sikerrel is járnak, amikor Lawrence rátalál a kutyára, és elindul, hogy visszavigye Joannek. Ezzel azt reméli, sikerül rávennie a nőt arra, hogy végleg elküldje Konrádot katonaiskolába. A gyerekek a Macska kocsijával a CS. I. G. Á.-val (Csodás Izgőmozgó Girbegörbe-Guruló Akármicsudi) üldözőbe veszik Lawrence kocsiját, ám ahogy a városba érnek, a kocsi egy ütközés következtében összetörik. Végül csellel sikerül kicsalniuk Lawrence-től a kutyát, és egy diszkón keresztül lerázniuk őt. A Macska ráeszmél, hogy véletlenül elvesztette a varázskalapját. Közben Lawrence Joannel elindul hazafelé, hogy megmutassa neki a történteket. Konrádnak támad egy ötlete, és segítségül hívja a Dolgokat, így mindannyian Lawrence kocsijával elindulnak hazafelé, egy kerülő úton, miközben a Dolgok megpróbálják feltartani Joanékat.
A gyerekek végül hazaérnek, ám Lawrence megelőzte őket, mivel eléjük vágott egy motorral. A házban szemtől szembe kerül a Macskával, miközben felfedezik, hogy Minden Kupik Királya életre keltette az egész házat. Sikerül eljutniuk a ládáig, ahol a tárgyak sorra tűnnek el egy hatalmas örvényben. Az örvény Sallyt is beszippantja, de Konrád, hogy megmentse, elengedi a kezét, hogy ezáltal bezárja a lakattal a ládát. A terve beválik, az örvény abbamarad, Sally pedig épségben landol. A ház visszanyeri eredeti formáját, ám röviddel ezután romjaira hullik. A Macska mindezek után kikotyogja, hogy előre eltervezte az egész napot, és azért volt az a szabály, hogy a ládát nem szabad kinyitni, mert tudta, hogy Konrád úgyis megszegi. Arra is fény derül, hogy a varázskalapját valójában sohasem vesztette el. A gyerekek dühösen elzavarják a Macskát, aki csalódottan távozik. A két testvér magába roskadva úgy dönt, vállalja a felelősséget tetteiért, kiállva a másik mellett, ahogy két igazi testvér. A Macska boldogan visszatér, mivel a szerződés szerint, ha a két gyerek tanul a hibáiból, az érvényét vesztett szerződés ismét érvénybe lép. Egy hihetetlen takarítómasinával, a Macska és a Dolgok se perc alatt kitakarítják a házat, még mielőtt az anyjuk hazaérne. A Macska ezután gyöngéd búcsút int a két gyerektől, és távozik.
Az édesanyjuk hazaérve tökéletes rendben találja a lakást, noha a szutyoktól ragadó Lawrence azt bizonygatja, ez csöppet sem így van. Joan kiáll a gyerekei mellett, majd szakít Lawrence-szel, így a családi béke helyre áll. Joan partija nagy sikert arat, majd az est végeztével, anya és gyerekek felhőtlenül szórakoznak együtt, a kanapén ugrálva.
A történet utolsó részeit a narrátor meséli el, akiről kiderül, hogy valójában a Macska, aki egy hangelváltoztatót használt. Ezt követően a Macska és a Dolgok elsétálnak a naplementébe.
|  | Itt a vége a cselekmény részletezésének! |

## Szereplők
| A Macska             | Mike Myers | Harsányi Gábor  |
| A Macska             | Egy óriási, antropomorf, komikus macska, aki beszél és egy varázskalappal rendelkezik. A kalapja tartalmaz többek közt lemezlejátszót, hangmódosítót, légzsákot, periszkópot, és teniszlabda-adagolót. Kimondottan a mókának él, és rendkívül szellemes, valamint képes egy lábon állva egy labdán, különböző tárgyakkal zsonglőrködni. |                 |
| Lawrence Quinn       | Alec Baldwin | Csankó Zoltán   |
| Lawrence Quinn       | A Wallden család nagyképű, lusta, munkanélküli szomszédja, aki a történet fő antagonistájaként szolgál. Eltökélt szándéka, hogy miután feleségül veszi Joant, az ő vagyonából pénzhez jut és Konrádot katonaiskolába küldi, magaviselet javításra. Ő allergiás a macskákra, mint a film során kiderül.                                  |                 |
| Joan Wallden         | Kelly Preston | Kiss Erika      |
| Joan Wallden         | Konrád és Sally édesanyja, ingatlanügynök, akinek tisztaságmániás főnöke utasításra rendeben kell tartania a lakást a megrendezett partira, mely az állásába is kerülhet. |                 |
| Sally Wallden        | Dakota Fanning | Talmács Márta   |
| Sally Wallden        | Joan határozott, kissé egyhangú, jól nevelt, szabálybetartó 8 éves lánya, Konrád húga. |                 |
| Konrád Wallden       | Spencer Breslin | Baradlay Viktor |
| Konrád Wallden       | Joan destruktív, felelőtlen, és szófogadatlan 12 éves fia, Sally bátyja. A film során a Macska (szándékosan) mindig másnak mondja a nevét. |                 |
| Mrs. Kwan            | Amy Hill | Bókai Mária     |
| Mrs. Kwan            | Egy idős ázsiai asszony, akit a gyerekek felügyeletével bíznak meg, ő azonban elalszik ez idő közben. Végigalussza a házban lezajló eseményeket, azt is, miközben a Macska és a Dolgok fogasnak, marionett bábunak, és hullámvasútnak használják őt.                                                                                    |                 |
| A hal (hang)         | Sean Hayes | Lippai László   |
| A hal (hang)         | A gyerekek aranyhala, aki váratlanul beszélni kezd a Macska felbukkanását követően. Próbálja a maga aggályos módján, a gyerekeket a józan gondolkodásra ösztökélni, a szörnyű zűrzavar közepette, melyet a Macska kelt a házban. |                 |
| Mr. Humberfloob      | Sean Hayes | Kautzky Armand  |
| Mr. Humberfloob      | Joan rendkívül rend és tisztaságérzékeny főnöke, aki nem ismer tréfát, ha koszról van szó. |                 |
| Egy Dolog, Két Dolog | Danielle Chuchran Taylor Rice Brittany Oaks Talia-Lynn Prairie Dan Castellaneta (hang) | Szokol Péter    |
| Egy Dolog, Két Dolog | A Macska hű segítői, nem több mint fél méteres emberkék. Igazi örökmozgók, akik pörgő nyelvjárással beszélnek, és hihetetlen mutatványokra képesek. Fordított látásmódjuk miatt azonban nagyon nehéz eligazodni rajtuk. |                 |
| Kate Bulibüfé        | Clint Howard | Katona Zoltán   |
| Kate Bulibüfé        | A futár, aki a süteményeket szállítja Joan partijára. |                 |
| Diszkólány           | Paris Hilton | Nem szólal meg  |
| Diszkólány           | Kameószerep, a diszkóban egy fiatal lány, akivel a Macska táncol. |                 |
| Mesélő               | Victor Brandt | Konrád Antal    |
| Mesélő               | A narrátor, aki elmondja a történetet; a végén kiderül róla, hogy valójában a Macska, aki egy hangmódosítót használ. |                 |

## Produkció
A DreamWorks az eredeti mű felhasználásának jogát 1997-ben szerezte meg. A munkálatok azonban csak később kezdődtek meg, mivel a Universal ekkor A Grincs című karácsonyi filmen dolgozott, mely szintén Dr. Seuss egyik művének élőszereplős feldolgozása. Brian Grazer, a Grincs producere elmondása szerint, mivel a legtöbben ezeken a könyveken nőttek fel, millióan ismerik a történetüket, és az illusztrációkat, mindenkinek pontos elképzelése van a karakterekről, így rájött, hogy ezeket teljesen új szemszögből kelthetik életre. Legelsőnek a Grincs, majd a Macska jutott eszébe Seuss karakterei közül, és kijelentette, hajlandó volt bármit megtenni, hogy a mozivásznakra kerüljenek Grazer felhívta Bo Welch-et telefonon, és ajánlatot tett neki, a film megrendezésével kapcsolatban, aki elfogadta.
Amikor a munkálatok megkezdődtek, a dalszerző Randy Newman volt, azonban nem sokkal később leváltották, mivel az alkotók nem voltak olyannyira megelégedve a munkájával, mint a korábbi filmbeli közreműködésével. A rendező és az újságírók állításai ellenére, Myers tagadta, hogy lett volna bármi beleszólása a film megrendezésébe, noha a film másik két sztárja Alec Baldwin és Kelly Preston megerősítették, hogy Myers számtalan jelenet átalakítását követelte.
Kezdetben eredetileg Tim Allen alakította volna a Macska szerepét. A forgatókönyv egy teljesen eredeti ötleten alapult volna, melyet ő maga talált ki. Továbbá azt is elárulta, hogy gyerekkorában félt Seuss csintalan macska-bébiszitterétől. Mindamellett a forgatókönyv egészen 2001 februárjáig nem készült el, amikor is Alec Berg, Jeff Schaffer, és Dave Mandel befejezték nem használták fel benne Allen ötletét, amit a színész igencsak rossz néven vett. Emellett Allen ugyanebben az időben leszerződött a Disney Télapu 2. című filmjéhez, ezzel együtt a színésznek nem fért bele két főszerep, mellyel mindkét film határidejének késedelmét eredményezte volna, így otthagyta a stábot.
2002 márciusában a szerepet végül Mike Myers kapta, annak ellenére, hogy a Saturday Night Live műsorban, melynek ő az egyik résztvevője, kiparodizálta Brian Grazert egy alkalommal. Myers egy interjúban kijelentette, hogy régóta rajongója az eredeti Dr. Seuss könyveknek, valamint a Macska volt az első könyv, amit olvasott az írótól.
A karakter sminkjének elkészítéséért Steve Johnson volt felelős. A Macska jelmezét angóragyapjúból alkotta meg, mely alá egy speciális hűtési rendszert szerelt be. Ügyelnie kellett arra is, hogy mivel Myers egész nap a jelmezben rohangált, többször is leizzadt, így egy hordozható légkondicionáló állt rendelkezésére, melyet a felvételek alatt egy rejtett tömlőhöz csatlakoztatott. A farkának és fülének különböző mozdulatait mind távirányítással működtették.
Egy másik nagy kihívás az alkotók számára a Macska kalapjának megteremtése volt. Mivel varázskalapról volt szó, így megváltozhatott a formája, az alakja és a kinézete, melyet a modellezőknek egyenként mind ki kellett dolgozniuk. Rita Ryack, a fő látványtervező, összesen 30 darab kalapot modellezett meg, melyek közt volt, a lemezjátszó-kalap, a légzsák-kalap, és a periszkóp-kalap is, azon kalapok, melyeket a Macska használ a film során. Továbbá a rendezőnek egy másik ötlete az volt, hogy a Macska érzései hatással legyenek a kalapjára, vagyis, ha boldog, szomorú, vagy dühös a kalap alakja mind megváltozik. Emiatt előfordult, hogy Myers-nek minden egyes felvételnél egy újabb kalapot kellett felvennie, mely szintén komplikált feladat volt. A kalapok közt volt olyan is, ami több mint 3 kilót nyomott, így a jelmeztervezők egy tartócsavart kellett beszerelniük a Macska fejére, amely a kalapokat rögzítette. Myers elmondása szerint az ilyen jelenetek felvétele után, előfordult, hogy már a fejét sem érezte.
A halat egyfajta egyedi karakternek nyilvánították, mivel rengeteg munkát vet igénybe a mozgás és pikkelyei színárnyalatának kialakítása (nagyrészt olyan animátorok alakították ki, akik korábban a Kutyák és macskák, A Gyűrűk Ura: A király visszatér és a Scooby-Doo című filmeken dolgoztak). Mivel a karakternek nincsen válla, se lába vagy csípője, így nagyon fontos volt, hogy fizikai teljesítményeit nagyrészt a szem, fej és az uszony koordinációjával hozza létre. Sean Hayes, a hal eredeti megszólaltatója nehezen találta meg a karakterhez illő hangot, mivel fogalma sem volt, hogyan fog a szereplő kinézni a végső animációban, mely elmondása szerint jóval nehezebb volt számára, mint a kamera előtt dolgozni.
A várost és környékbeli negyedet egy kis vidéki völgyben, az úgynevezett Simi-völgyben hozták létre a forgatáshoz, ahol több mint 24 házat (melynek mindegyike 26 láb széles és 52 láb magas) építettek fel. A belvárosi jeleneteket egy valóban létező kisvárosban, Pomona utcáin forgatták, ahol számos olyan antik ajándékbolt található, melyeket bevettek a filmbe. A forgatás végeztével a közösség úgy döntött hogy nem retusálja a film kedvéért átfestett házakat, így sok épület még ma is úgy néz ki, ahogy a filmben. Mivel azonban városban nagy mennyiségű szmog gyűlt fel, így az alkotóknak az eget egy digitális karikatúrával kellett kijavítani, hogy a város idilli környezetét tükrözzék.
Pár nappal a forgatás megkezdése előtt az alkotókat botrányos kár sújtotta, ugyanis a filmben felhasznált óriási kellékeket ellopták. A helyi rendőrség végül megtalálta a megrongált kellékeket, egy bevásárlóközpont parkolójában, Pomona, Kaliforniában. A kellékeket jelentősen graffiti borította. A tettesek nem kerültek elő, ám a megrongált kellékek sürgős pótolása miatt a forgatása csak hetekkel később vehette kezdetét. Így történt, hogy a film forgatás 2002 októberében kezdődött meg, és egészen 2003-ig tartott.

## Fogadtatás

### Box office
A macska – Le a kalappal! jegyeladási szempontból sem váltotta be a hozzáfűzött reményeket: az Egyesült Államokban a film 109 milliós dolláros előállítási költségét sem tudta behozni, nyolc millió dollárral kevesebbet, 101 149 243 dollárt termelt a mozikban. A többi országban további 32 811 298 dolláros bevételt hozott a film, így az összbevétel az amerikai jegyeladásokkal együtt 133 960 541 dollár lett.

## Tervezett folytatás és CGI feldolgozás
Mike Myers egy interjúban kijelentette (a film vörös szőnyeges premierjén), bízik abban, hogy lesz a filmnek folytatása, mivel a könyvnek is van több. A hírek szerint a folytatásnak, melynek munkacíme The Cat in the Hat Comes Back (A Macska visszatér) volt, nem sokkal A macska – Le a kalappal! premierje után kezdődött volna meg a forgatása. Azonban Audrey Geisel, Seuss özvegye elmondása szerint Myers nem volt alkalmas egy „hórihorgas macska” szerepére és a film a kritikusoktól, illetve a nézőközönségtől egyaránt negatív visszajelzéseket kapott, ezért úgy döntött, nem engedélyezi férje műveinek további élőszereplős feldolgozását. Ennek következtében a tervezett folytatás sem készült el.
2012. március 15-én a Universal Pictures és az Illumination Entertaiment bejelentett egy CGI animációs feldolgozást a filmből, a Lorax sikereit követően. A munkálatok egyelőre nem kezdődtek meg, és film megjelenésének pontos dátumát sem lehet tudni.

## Filmzene
A film összes zenéjének a szerzője David Newman. Az eredeti filmzene mellett, hallható még egy plusz szám is a filmben Smash Mouth-tól (Getting Better), továbbá egy betétdal (Fun, Fun, Fun), melyet Mike Myers ad elő, akinek ez a harmadik filmje, a Shrek és az Austin Powers után, amelyben dalra fakad. Az album 2003 november 3-án jelent meg (egy nappal a film premierje előtt), valamint Newman egy különdíjat is elnyert a "Legjobb filmzene" kategóriában.
| 1.    | Main Title - the Kids (Írta David Newman)                 |  |  | 8:07 |
| 2.    | Getting Better (Előadja Smash Mouth)                      |  |  | 2:24 |
| 3.    | The Cat (Írta David Newman)                               |  |  | 3:50 |
| 4.    | Two Things - Couch Jumping - Lea... (Írta David Newman)   |  |  | 5:16 |
| 5.    | Military Academy Seduction (Írta David Newman)            |  |  | 3:02 |
| 6.    | Untitled (Írta David Newman)                              |  |  | 2:12 |
| 7.    | Surfer Cat - the Phunometer (Írta David Newman)           |  |  | 2:23 |
| 8.    | Fun, Fun, Fun (Előadja Mike Myers)                        |  |  | 2:38 |
| 9.    | The Contract (Írta David Newman)                          |  |  | 1:53 |
| 10.   | Oven Explodes - "Clean Up This Mess!" (Írta David Newman) |  |  | 1:36 |
| 11.   | Things Wreck the House (Írta David Newman)                |  |  | 2:52 |
| 12.   | Larry the Slob (Írta David Newman)                        |  |  | 3:10 |
| 13.   | Birthday Party (Írta David Newman)                        |  |  | 2:11 |
| 14.   | S.L.O.W. Drive (Írta David Newman)                        |  |  | 2:32 |
| 15.   | Rescuing Nevins (Írta David Newman)                       |  |  | 4:27 |
| 16.   | Clean Up (Írta David Newman)                              |  |  | 0:22 |
| 48:55 |                                                           |  |  |      |

## Fordítás
Ez a szócikk részben vagy egészben  a   The Cat in the Hat (film) című angol Wikipédia-szócikk fordításán alapul.  Az eredeti cikk szerkesztőit annak laptörténete sorolja fel. Ez a jelzés csupán a megfogalmazás eredetét és a szerzői jogokat jelzi, nem szolgál a cikkben szereplő információk forrásmegjelöléseként.